# Inntel Hotel Zaandam
L'Inntel Hotels Amsterdam Zaandam est le nom d'un hôtel ouvert à Zaandam en 2010. 
Les quatre façades sont constituées d'un empilement de près de soixante-dix façades de maisons traditionnelles de la région du Zaan, peintes dans quatre variantes du vert de Zaan (Zaans groen). 
Le bâtiment a été conçu par l'architecte Wilfried van Winden,.

## Historique
En 1986, la chaîne néerlandaise Inntel ouvre, pour la première fois, un hôtel à Zaandam. L'hôtel, qui n'est que le deuxième de la chaîne, comporte soixante-dix chambres.
En 2010, il est reconstruit et remplacé par l'hôtel Inntel actuel.

## Le projet Inverdan
L'hôtel fait partie du projet Inverdan, lancé par la commune de Zaandam (Zaanstad) en 2003. 
Un des objectifs du projet est de réaménager le centre historique de la ville.

## Divers
- L'hôtel est classé premier de la liste de 12 hôtels "inhabituels" dans le monde, selon la chaîne de télévision CNN[7].

- Toutes les façades des maisons sont peintes en vert, à l'exception d'une seule, peinte en bleu: "la Maison de Monet". C'est lors de son séjour à Zaandam pendant l'été 1871 que Claude Monet peint vingt-cinq tableaux dont l'un est appelé par la suite La Maison bleue, Zandaam. La maison existe encore sur le Hogendijk, au bord de la rivière Zaan.

## Photos

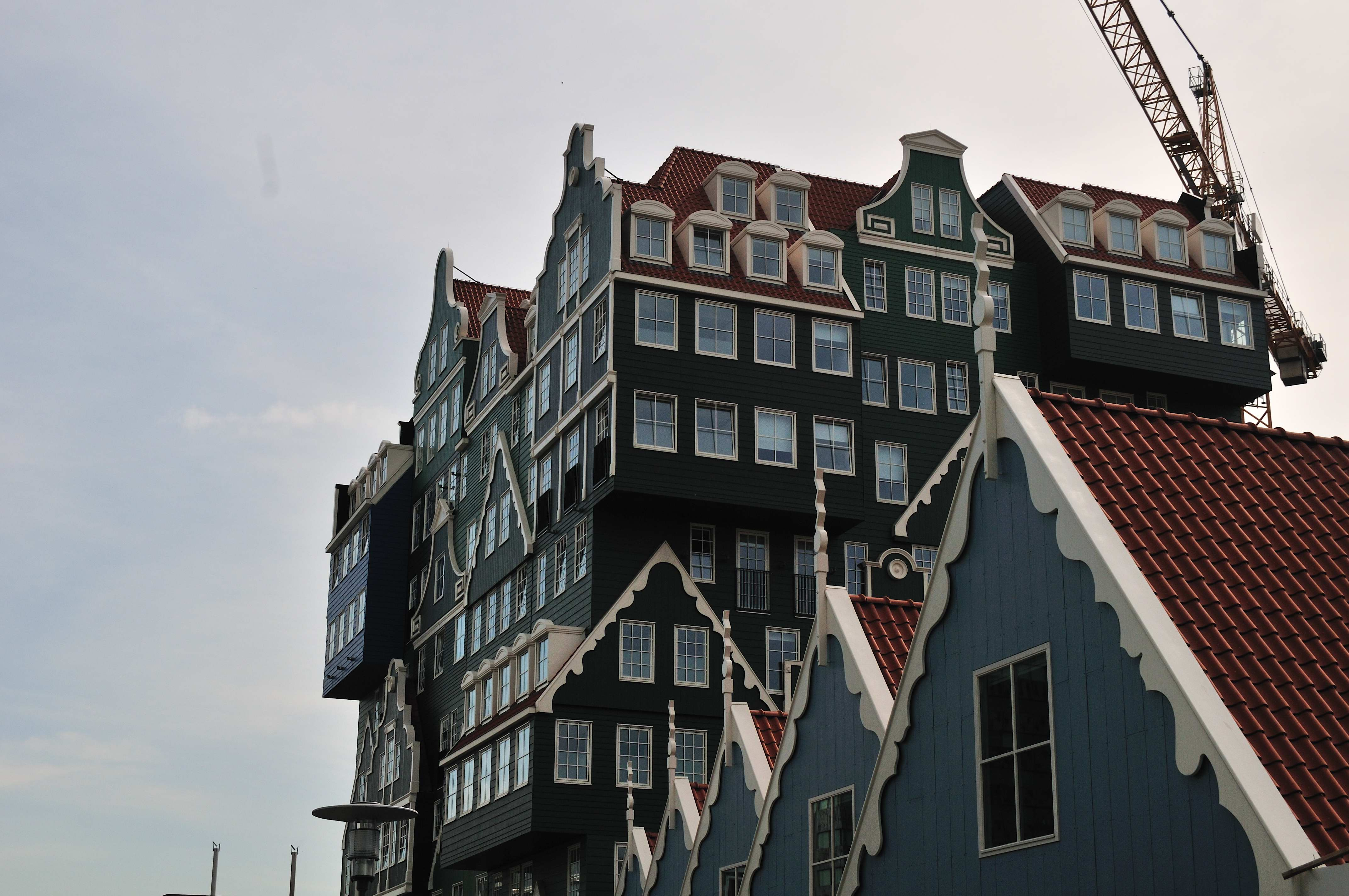
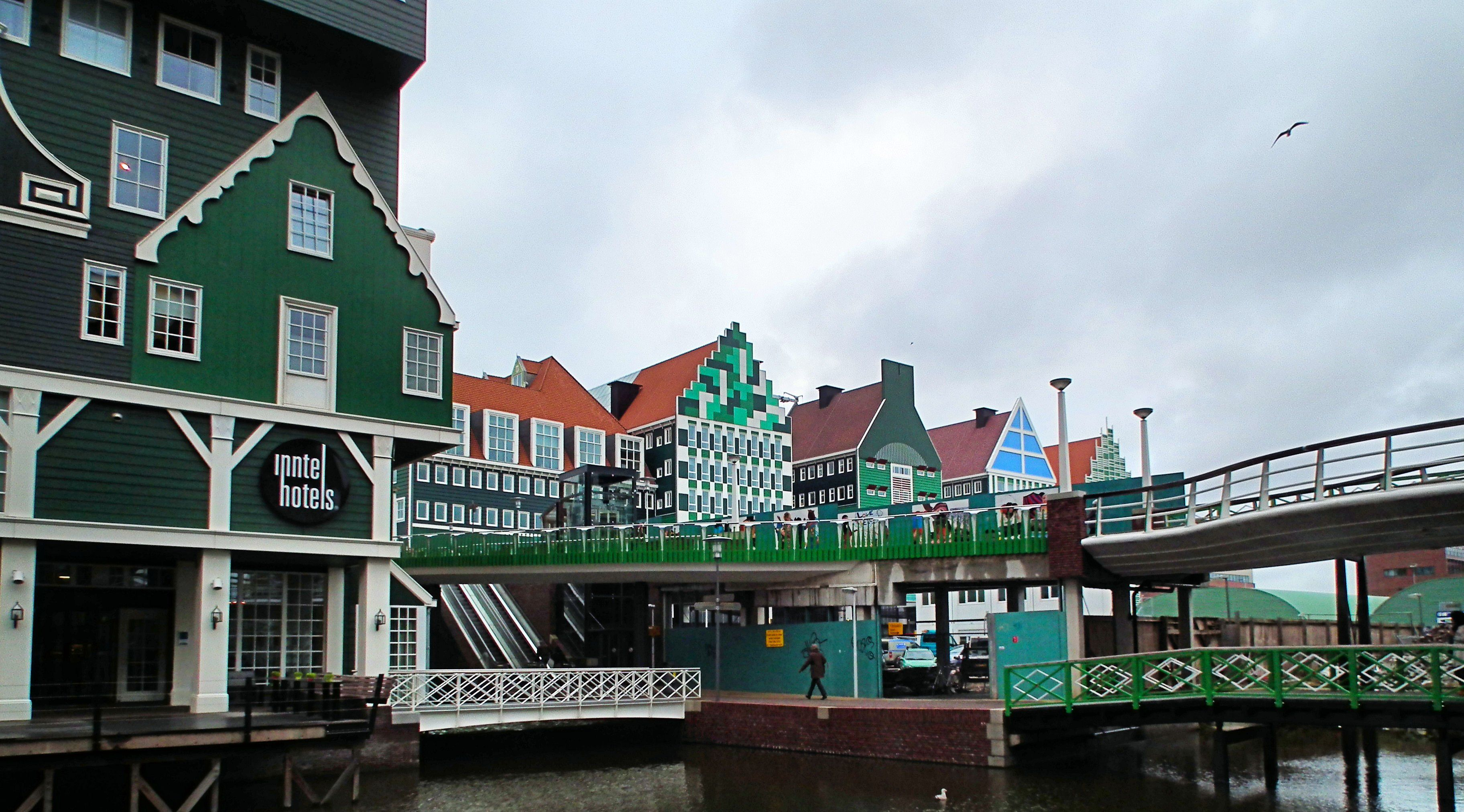
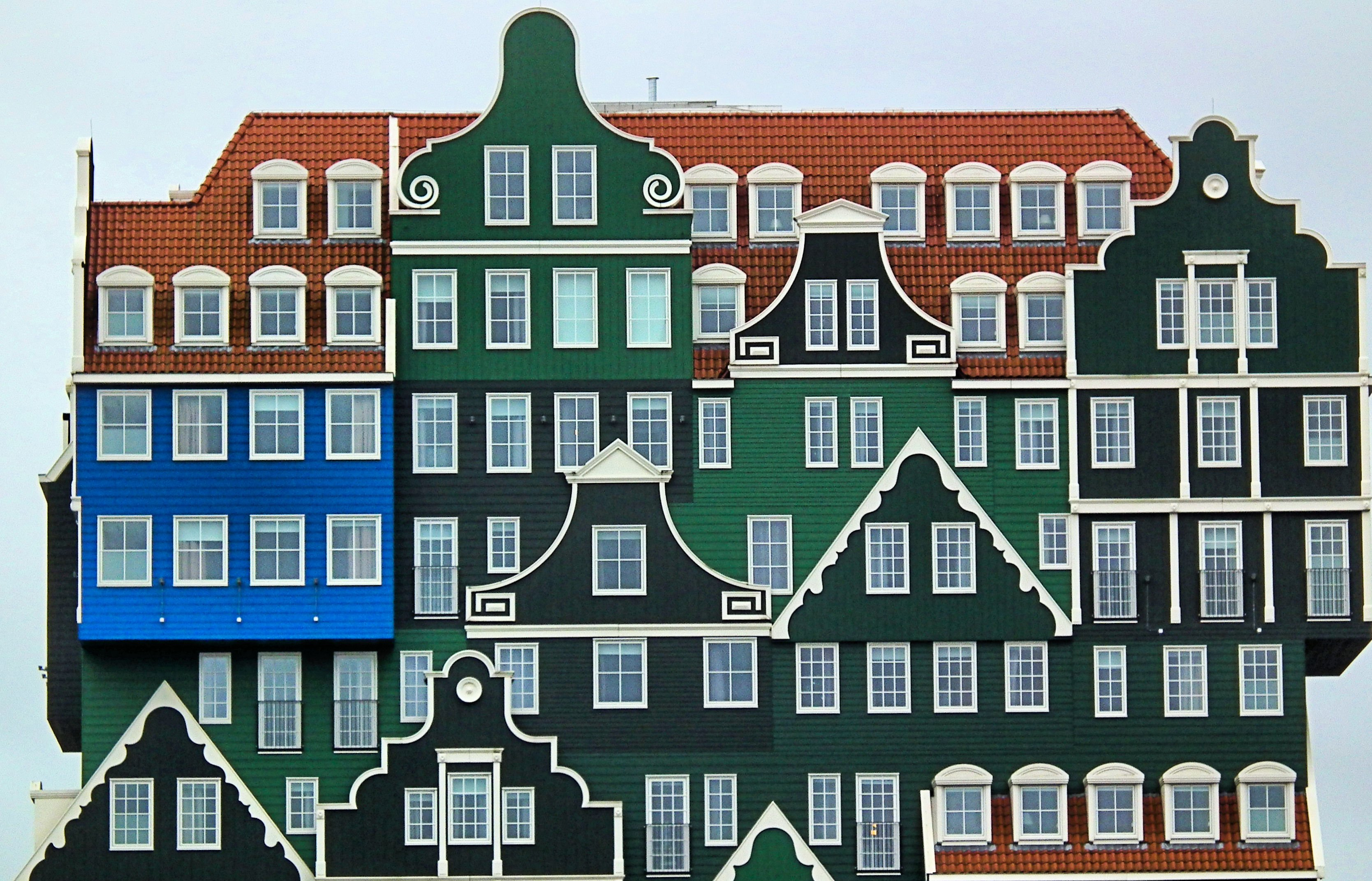
en haut à gauche, la "maison de Monet", peinte en bleu.
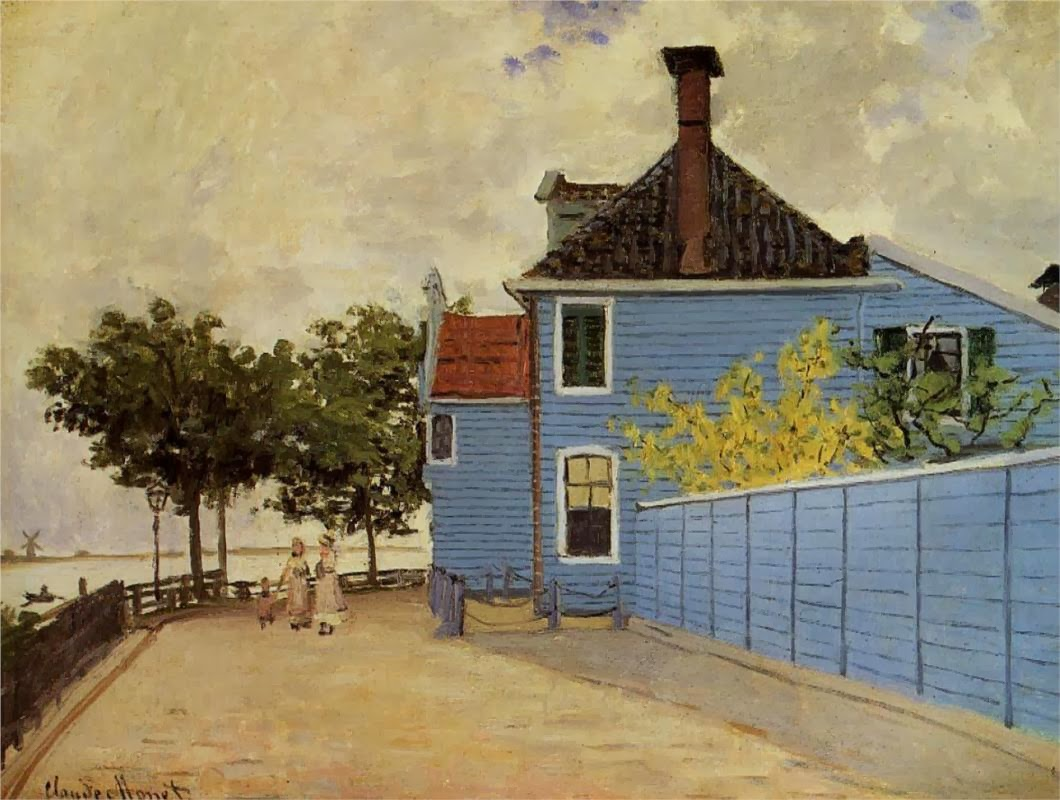
La Maison bleue, Zaandam.